# Претендентская серия Дэйны Уайта. Сезон 5
Пятый сезон претендентской серии начался в августе 2021 года и в США выходит эксклюзивно для ESPN+.

### Неделя 1 — 31 августа 2021 (Dana White's Contender Series 37)
Место проведения: UFC Apex, Лас-Вегас, Невада, США.
| Бой п/п | Весовая категория | Участники и результат боя | Участники и результат боя | Участники и результат боя | Участники и результат боя | Участники и результат боя | Способ победы                                           | Раунд | Время |
| Бой 4   | Полутяжёлый вес   | Азамат Мурзаканов         | 9-0 MMA                   | поб.                      | Матеус Шеффел             | 14-6 MMA                  | Технический нокаут (удары руками)                       | 1     | 3:00  |
| Бой 3   | Полулёгкий вес    | Жуандерсон Бриту          | 11-2-1 MMA                | поб.                      | Диегу Лопес               | 19-3 MMA                  | Техническое единогласное решение (29–28, 29–28, 29–28)* | 3     | 0:10  |
| Бой 2   | Наилегчайший вес  | Виктор Альтамирано        | 9-1 MMA                   | поб.                      | Карлос Канделарио         | 8-0 MMA                   | Раздельное решение (29–28, 28–29, 29–28)                | 3     | 5:00  |
| Бой 1   | Полусредний вес   | Эй Джей Флетчер           | 8-0 MMA                   | поб.                      | Леонардо Дамиани          | 10-2 MMA                  | Нокаут (удар коленом в прыжке)                          | 1     | 2:24  |

[*] Рефери снял с Бриту одно очко в 3-м раунде за тычок пальцем в глаз сопернику, после которого Лопес не смог продолжить бой.
Изменения карда:
При подготовке турнира планировались, но были отменены следующие бои:
- бой в тяжёлом весе Лоренцо Худ ( 12-4 MMA) vs. Лукаш Бжеский ( 8-1-1 MMA), Худ снялся с боя, произведена замена соперника[3];
- бой в тяжёлом весе Лукаш Бжеский ( 8-1-1 MMA) vs. Дилан Поттер ( 10-5 MMA), бой перенесён на 14 сентября по протоколам, связанным с COVID-19[4];
- бой в полулёгком весе Жуандерсон Бриту (11-2-1 MMA) vs. Хусейн Асхабов ( 23-0 MMA), Асхабов не смог получить визу, произведена замена соперника[5];
- бой в наилегчайшем весе Виктор Альтамирано (9-1 MMA) vs. Винисиус Салвадор ( 12-4 MMA), Салвадор не смог получить визу, произведена замена соперника[6].

Контрактные награды:
Следующие бойцы получили контракты с UFC:
- Азамат Мурзаканов, Жоандерсон Бриту, Виктор Альтамирано, Карлос Канделарио и Эй Джей Флетчер

### Неделя 2 — 7 сентября 2021 (Dana White's Contender Series 38)
Место проведения: UFC Apex, Лас-Вегас, Невада, США.
| Бой п/п | Весовая категория | Участники и результат боя | Участники и результат боя | Участники и результат боя | Участники и результат боя | Участники и результат боя | Способ победы                              | Раунд | Время |
| Бой 5   | Полусредний вес   | Джош Куинлэн              | 5-0 MMA                   | vs.                       | Логан Урбан               | 5-1 MMA                   | Бой признан несостоявшимся *               | 1     | 0:47  |
| Бой 4   | Средний вес       | Чиди Нжокуани             | 19-7 MMA                  | поб.                      | Мариу Соуса               | 12-1 MMA                  | Технический нокаут (удары локтями)         | 3     | 1:35  |
| Бой 3   | Легчайший вес     | Саймон Оливейра           | 17-3 MMA                  | поб.                      | Хосе Альдай               | 14-5 MMA                  | Раздельное решение (29–28, 28–29, 29–28)   | 3     | 5:00  |
| Бой 2   | Наилегчайший вес  | Карлос Вергара            | 8-2 MMA                   | поб.                      | Бруну Кореа               | 12-3 MMA                  | Технический нокаут (удар коленом в корпус) | 1     | 0:41  |
| Бой 1   | Легчайший вес     | Чэд Анхелигер             | 10-5 MMA                  | поб.                      | Муин Гафуров              | 17-3 MMA                  | Раздельное решение (29–28, 28–29, 29–28)   | 3     | 5:00  |

[*] Изначально бой закончился победой Джоша Куинлэна нокаутом в первом раунде. Результат боя отменён из-за проваленного допинг-теста у Куинлэна.
Изменения карда:
При подготовке турнира планировались, но были отменены следующие бои:
- бой в полусредем весе Джош Куинлэн (5-0 MMA) vs. Дэриан Уикс ( 5-0 MMA), Викс выбыл из боя по протоколам, связанным с COVID-19, произведена замена соперника[10];

- бой в легчайшем весе Саймон Оливейра (17-3 MMA) vs. Джавид Башарат ( 10-0 MMA), Башарат не смог получить визу, произведена замена соперника[11]; Башарат перенесён на 26 октября с новым соперником.

Контрактные награды:
Следующие бойцы получили контракты с UFC:
- Джош Куинлэн, Чиди Нжокуани, Саймон Оливейра, Карлос Вергара и Чэд Анхелигер

### Неделя 3 — 14 сентября 2021 (Dana White's Contender Series 39)
Место проведения: UFC Apex, Лас-Вегас, Невада, США.
| Бой п/п | Весовая категория     | Участники и результат боя | Участники и результат боя | Участники и результат боя | Участники и результат боя | Участники и результат боя | Способ победы                              | Раунд | Время |
| Бой 6   | Полутяжёлый вес       | Жаилтон Алмейда           | 13-2 MMA                  | поб.                      | Насрудин Насрудинов       | 9-0 MMA                   | Сдача, удушающий приём (удушение сзади)    | 2     | 1:49  |
| Бой 5   | Легчайший вес         | Мо Миллер                 | 5-0 MMA                   | поб.                      | Брэндон Льюис             | 5-0 MMA                   | Единогласное решение (30-27, 30-27, 30-27) | 3     | 5:00  |
| Бой 4   | Средний вес           | Альберт Дураев            | 13-3 MMA                  | поб.                      | Каю Биттенкурт            | 14-6 MMA                  | Сдача, болевой приём                       | 1     | 3:29  |
| Бой 3   | Тяжёлый вес           | Лукаш Бжеский             | 8-1-1 MMA                 | поб.                      | Дилан Поттер              | 10-5 MA                   | Сдача, удушающий приём (удушение сзади)    | 3     | 3:51  |
| Бой 2   | Полусредний вес       | Джэк Делла Маддалена      | 9-2 MMA                   | поб.                      | Анж Луса                  | 7-1 MMA                   | Единогласное решение (30-27, 30-27, 30-27) | 3     | 5:00  |
| Бой 1   | Жен. наилегчайший вес | Жасмин Ясудавичюс         | 5-1 MMA                   | поб.                      | Жулия Поластри            | 8-2 MMA                   | Единогласное решение (29-27, 29-27, 29-27) | 3     | 5:00  |

Контрактные награды:
Следующие бойцы получили контракты с UFC:
- Жаилтон Алмейда, Альберт Дураев, Лукаш Брзески, Джэк Делла Маддалена Жасмин Ясудавичюс

### Неделя 4 — 21 сентября 2021 (Dana White's Contender Series 40)
Место проведения: UFC Apex, Лас-Вегас, Невада, США.
| Бой п/п | Весовая категория        | Участники и результат боя | Участники и результат боя | Участники и результат боя | Участники и результат боя | Участники и результат боя | Способ победы                              | Раунд | Время |
| Бой 5   | Промежуточный вес (189)* | Эй Джей Добсон            | 5-0 MMA                   | поб.                      | Хашем Аркхага             | 6-0 MMA                   | Сдача, удушающий приём (удушение сзади)    | 1     | 4:21  |
| Бой 4   | Полусредний вес          | Майкл Моралес             | 11-0 MMA                  | поб.                      | Николай Веретенников      | 9-3 MMA                   | Единогласное решение (29–28, 29–28, 30–27) | 3     | 5:00  |
| Бой 3   | Полулёгкий вес           | Стивен Нгуйен             | 7-1 MMA                   | поб.                      | Тео Рлаянг                | 5-0 MMA                   | Единогласное решение (29–27, 29–27, 30–26) | 3     | 5:00  |
| Бой 2   | Наилегчайший вес         | Клейдсон Родригес         | 6-1 MMA                   | поб.                      | Санто Куратоло            | 6-1 MMA                   | Единогласное решение (30–27, 30–27, 30–27) | 3     | 5:00  |
| Бой 1   | Лёгкий вес               | Виктор Мартинес           | 12-4 MMA                  | поб.                      | Джейкоб Росалес           | 13-6 MMA                  | Единогласное решение (29–28, 29–28, 29–28) | 3     | 5:00  |

[*] Изначально бой в среднем весе, Аркхага провалил взвешивание (показал вес 189 фунтов при допустимом лимите 186 фунтов)
Контрактные награды:
Следующие бойцы получили контракты с UFC:
- Эй Джей Добсон, Майкл Моралес, Клейдсон Родригес и Виктор Мартинес

### Неделя 5 — 28 сентября 2021 (Dana White's Contender Series 41)
Место проведения: UFC Apex, Лас-Вегас, Невада, США.
| Бой п/п | Весовая категория | Участники и результат боя | Участники и результат боя | Участники и результат боя | Участники и результат боя | Участники и результат боя | Способ победы                              | Раунд | Время |
| Бой 4   | Полутяжёлый вес   | Игорь Потеря              | 19-2 MMA                  | поб.                      | Лукаш Судольский          | 8-0 MMA                   | Технический нокаут (удары руками)          | 1     | 3:41  |
| Бой 3   | Средний вес       | Каю Борралью              | 8-1 MMA                   | поб.                      | Аарон Джеффри             | 10-2 MMA                  | Единогласное решение (29–28, 29–28, 30–27) | 3     | 5:00  |
| Бой 2   | Лёгкий вес        | Даниэль Зельхубер         | 11-0 MMA                  | поб.                      | Лукас Алмейда             | 12-0 MMA                  | Единогласное решение (29–28, 29–28, 29–28) | 3     | 5:00  |
| Бой 1   | Тяжёлый вес       | Ризван Куниев             | 10-2 MMA                  | поб.                      | Эдиван Сантус             | 12-2 MMA                  | Технический нокаут (удары руками)          | 3     | 1:00  |

Изменения карда:
При подготовке турнира планировались, но были отменены следующие бои:
- бой в лёгком весе Мануэль Гашья ( 7-0 MMA) vs. Крис Данкан ( 7-0 MMA), Гашья выбыл из-за болезни во время резкой сгонки веса, Данкан перенесён на 12 октября с новым соперником[21].

Контрактные награды:
Следующие бойцы получили контракты с UFC:
- Игорь Потеря и Даниэль Зельхубер

### Неделя 6 — 5 октября 2021 (Dana White's Contender Series 42)
Место проведения: UFC Apex, Лас-Вегас, Невада, США.
| Бой п/п | Весовая категория        | Участники и результат боя | Участники и результат боя | Участники и результат боя | Участники и результат боя | Участники и результат боя | Способ победы                            | Раунд | Время |
| Бой 5   | Полусредний вес          | Майк Малотт               | 6-1 MMA                   | поб.                      | Шимон Смотрицкий          | 7-0 MMA                   | Сдача, удушающий приём (гильотина)       | 1     | 0:39  |
| Бой 4   | Наилегчайший вес         | Карлос Эрнандес           | 6-1 MMA                   | поб.                      | Даниэль Барес             | 12-4 MMA                  | Раздельное решение (29–28, 28–29, 29–28) | 3     | 5:00  |
| Бой 3   | Промежуточный вес (139)* | Ферни Гарсия              | 9-1 MMA                   | поб.                      | Джошуа Уимс               | 8-1 MMA                   | Технический нокаут (удары руками)        | 1     | 2:10  |
| Бой 2   | Средний вес              | Джозеф Холмс              | 5-1 MMA                   | поб.                      | Шонте Барнс               | 6-1 MMA                   | Сдача, удушающий приём (удушение сзади)  | 2     | 2:46  |
| Бой 1   | Лёгкий вес               | Дженаро Вальдес           | 9-0 MMA                   | поб.                      | Патрик Уайт               | 9-1 MMA                   | Технический нокаут (удары руками)        | 2     | 0:44  |

[*] Изначально бой в легчайшем весе, Уимс провалил взвешивание (показал вес 139 фунтов при допустимом лимите 136 фунтов)
Изменения карда:
При подготовке турнира планировались, но были отменены следующие бои:
- бой в легчайшем весе Ферни Гарсия (9-1 MMA) vs. Пол Капальдо ( 6-0 MMA), Капальдо сдал положительный тест на COVID-19, произведена замена соперника[25];
- бой в среднем весе Шонте Барнс (6-1 MMA) vs. Коди Брандейдж ( 6-2 MMA), Брандейдж подписал контракт с UFC (для участия взамен выбывшего бойца на коротком уведомлении), произведена замена соперника[26].

Контрактные награды:
Следующие бойцы получили контракты с UFC:
- Майк Малотт, Карлос Эрнандес, Ферни Гарсия и Дженаро Вальдес

### Неделя 7 — 12 октября 2021 (Dana White's Contender Series 43)
Место проведения: UFC Apex, Лас-Вегас, Невада, США.
| Бой п/п | Весовая категория           | Участники и результат боя | Участники и результат боя | Участники и результат боя | Участники и результат боя | Участники и результат боя | Способ победы                              | Раунд | Время |
| Бой 5   | Промежуточный вес (137,25)* | Кристиан Родригес         | 5-0 MMA                   | поб.                      | Рейес Кортес              | 5-1 MMA                   | Единогласное решение (30–27, 30–27, 30–27) | 3     | 5:00  |
| Бой 4   | Тяжёлый вес                 | Мартин Будай              | 8-1 MMA                   | поб.                      | Лоренцо Худ               | 12-4 MMA                  | Технический нокаут (удар коленом)          | 1     | 4:56  |
| Бой 3   | Промежуточный вес (127)**   | Джейк Хадли               | 7-0 MMA                   | поб.                      | Митч Рапосо               | 5-0 MMA                   | Сдача, удушающий приём (удушение сзади)    | 2     | 3:11  |
| Бой 2   | Лёгкий вес                  | Вячеслав Борщёв           | 4-1 MMA                   | поб.                      | Крис Данкан               | 7-0 MMA                   | Нокаут (удар рукой)                        | 2     | 0:28  |
| Бой 1   | Жен. минимальный вес        | Мария Силва               | 6-0 MMA                   | поб.                      | Кэтрин Папроки            | 3-1 MMA                   | Единогласное решение (30–27, 30–27, 30–27) | 3     | 5:00  |

[*] Изначально бой в легчайшем весе, Родригес провалил взвешивание (показал вес 137,25 фунтов при допустимом лимите 136 фунтов);
[**] Изначально бой в наилегчайшем весе, Хадли провалил взвешивание (показал вес 127 фунтов при допустимом лимите 126 фунтов)
Изменения карда:
При подготовке турнира планировались, но были отменены следующие бои:
- бой в женском минимальном весе Мария Силва (6-0 MMA) vs. Сильвана Гомес Хуарес ( 10-3 MMA), Гомес Хуарес подписала контракт с UFC (для участия взамен выбывшего бойца на коротком уведомлении), произведена замена соперника[30];
- бой в тяжёлом весе Мартин Будай (8-1 MMA) vs. Уго Кунья ( 6-0 MMA), Кунья снялся с боя, произведена замена соперника[31];
- бой в полутяжёлом весе Калоян Колев ( 10-0 MMA) vs. Антон Туркаль ( 7-0 MMA), Туркаль не смог получить визу[32]; Колев перенесён на 19 октября с новым соперником;
- бой в полулёгком весе Бинь Се ( 8-2 MMA) vs. Оливер Мурад ( 5-0 MMA), бой перенесён на 26 октября[33].

Контрактные награды:
Следующие бойцы получили контракты с UFC:
- Мартин Будай, Джейк Хадли и Вячеслав Борщёв

### Неделя 8 — 19 октября 2021 (Dana White's Contender Series 44)
Место проведения: UFC Apex, Лас-Вегас, Невада, США.
| Бой п/п | Весовая категория    | Участники и результат боя | Участники и результат боя | Участники и результат боя | Участники и результат боя | Участники и результат боя | Способ победы                                        | Раунд | Время |
| Бой 5   | Полусредний вес      | Джонни Парсонс            | 7-2 MMA                   | поб.                      | Соломон Ренфро            | 8-1 MMA                   | Раздельное решение (29–28, 28–29, 29–28)             | 3     | 5:00  |
| Бой 4   | Жен. минимальный вес | Пьера Родригес            | 6-0 MMA                   | поб.                      | Валеска Машаду            | 8-2 MMA                   | Единогласное решение (29–28, 29–28, 29–28)           | 3     | 5:00  |
| Бой 3   | Полутяжёлый вес      | Каю Борралью              | 9-1 MMA                   | поб.                      | Джесси Маррей             | 8-3 MMA                   | Технический нокаут (удары руками)                    | 1     | 1:41  |
| Бой 2   | Полутяжёлый вес      | Армен Петросян            | 5-1 MMA                   | поб.                      | Калоян Колев              | 10-0 MMA                  | Технический нокаут (удар ногой в голову и добивание) | 1     | 4:27  |
| Бой 1   | Легчайший вес        | Педру Фалкан              | 14-3 MMA                  | поб.                      | Джеймс Барнс              | 14-4 MMA                  | Нокаут (удары руками)                                | 3     | 3:55  |

Контрактные награды:
Следующие бойцы получили контракты с UFC:
- Джонни Парсонс, Пьера Родригес, Каю Борралью и Армен Петросян

### Неделя 9 — 26 октября 2021 (Dana White's Contender Series 45)
Место проведения: UFC Apex, Лас-Вегас, Невада, США.
| Бой п/п | Весовая категория        | Участники и результат боя | Участники и результат боя | Участники и результат боя | Участники и результат боя | Участники и результат боя | Способ победы                              | Раунд | Время | Рефери |
| Бой 6   | Средний вес              | Гаджи Омаргаджиев         | 12-0 MMA                  | поб.                      | Жансей Силва              | 7-1 MMA                   | Сдача, болевой приём                       | 1     | 4:19  |        |
| Бой 5   | Легчайший вес            | Кристиан Киньонес         | 15-3 MMA                  | поб.                      | Сяо Лун                   | 20-6 MMA                  | Единогласное решение (30–27, 30–27, 30–27) | 3     | 5:00  |        |
| Бой 4   | Промежуточный вес (139)* | Джавид Башарат            | 10-0 MMA                  | поб.                      | Орон Кахлон               | 16-0 MMA                  | Сдача, удушающий приём (гильотина)         | 3     | 4:12  |        |
| Бой 3   | Жен. наилегчайший вес    | Карини Силва              | 13-4 MMA                  | поб.                      | Янь Цихуэй                | 20-3 MMA                  | Сдача, удушающий приём (гильотина)         | 2     | 1:44  |        |
| Бой 2   | Лёгкий вес               | Мануэль Торрес            | 11-2 MMA                  | поб.                      | Колтон Инглунд            | 9-3 MMA                   | Технический нокаут (удары руками)          | 1     | 2:10  |        |
| Бой 1   | Полулёгкий вес           | Оливер Мурад              | 5-0 MMA                   | поб.                      | Бинь Се                   | 8-2 MMA                   | Раздельное решение (28–29, 29–28, 29–28)   | 3     | 5:00  |        |

[*] Изначально бой в легчайшем весе, Кахлон провалил взвешивание (показал вес 139 фунтов при допустимом лимите 136 фунтов)
Контрактные награды:
Следующие бойцы получили контракты с UFC:
- Гаджи Омаргаджиев, Кристиан Киньонес, Джавид Башарат, Карини Силва и Мануэль Торрес

### Неделя 10 — 2 ноября 2021 (Dana White's Contender Series 46)
Место проведения: UFC Apex, Лас-Вегас, Невада, США.
| Бой п/п | Весовая категория | Участники и результат боя | Участники и результат боя | Участники и результат боя | Участники и результат боя | Участники и результат боя | Способ победы                               | Раунд | Время | Рефери       |
| Бой 5   | Лёгкий вес        | Хайисаер Махешат          | 5-1 MMA                   | поб.                      | Ахиллес Эстремадура       | 7-0 MMA                   | Единогласное решение (29–28, 29–28, 29–28)  | 3     | 5:00  | Майк Белтран |
| Бой 4   | Полусредний вес   | Йоан Лейнесс              | 7-0 MMA                   | поб.                      | Джастин Барлинсон         | 6-0 MMA                   | Нокаут (удары руками)                       | 1     | 1:37  | Херб Дин     |
| Бой 3   | Наилегчайший вес  | Эриссон Феррейра да Силва | 10-1 MMA                  | поб.                      | Цю Лунь                   | 14-7 MMA                  | Единогласное решение (29–28, 29–28, 29–28)  | 3     | 5:00  | Майк Белтран |
| Бой 2   | Полулёгкий вес    | Жонас Бильяринью          | 8-1 MMA                   | поб.                      | Канаан Кавайхаэ           | 6-1 MMA                   | Технический нокаут (удар ногой с разворота) | 3     | 4:00  | Херб Дин     |
| Бой 1   | Наилегчайший вес  | Хуан Пуэрта               | 22-6 MMA                  | поб.                      | Шан Чжифа                 | 32-7 MMA                  | Раздельное решение (29–28, 28–29, 29–28)    | 3     | 5:00  | Майк Белтран |

Контрактные награды:
Следующие бойцы получили контракты с UFC:
- Хайисаер Махешат и Йоан Лейнесс